# Conferência Episcopal da Bósnia e Herzegovina

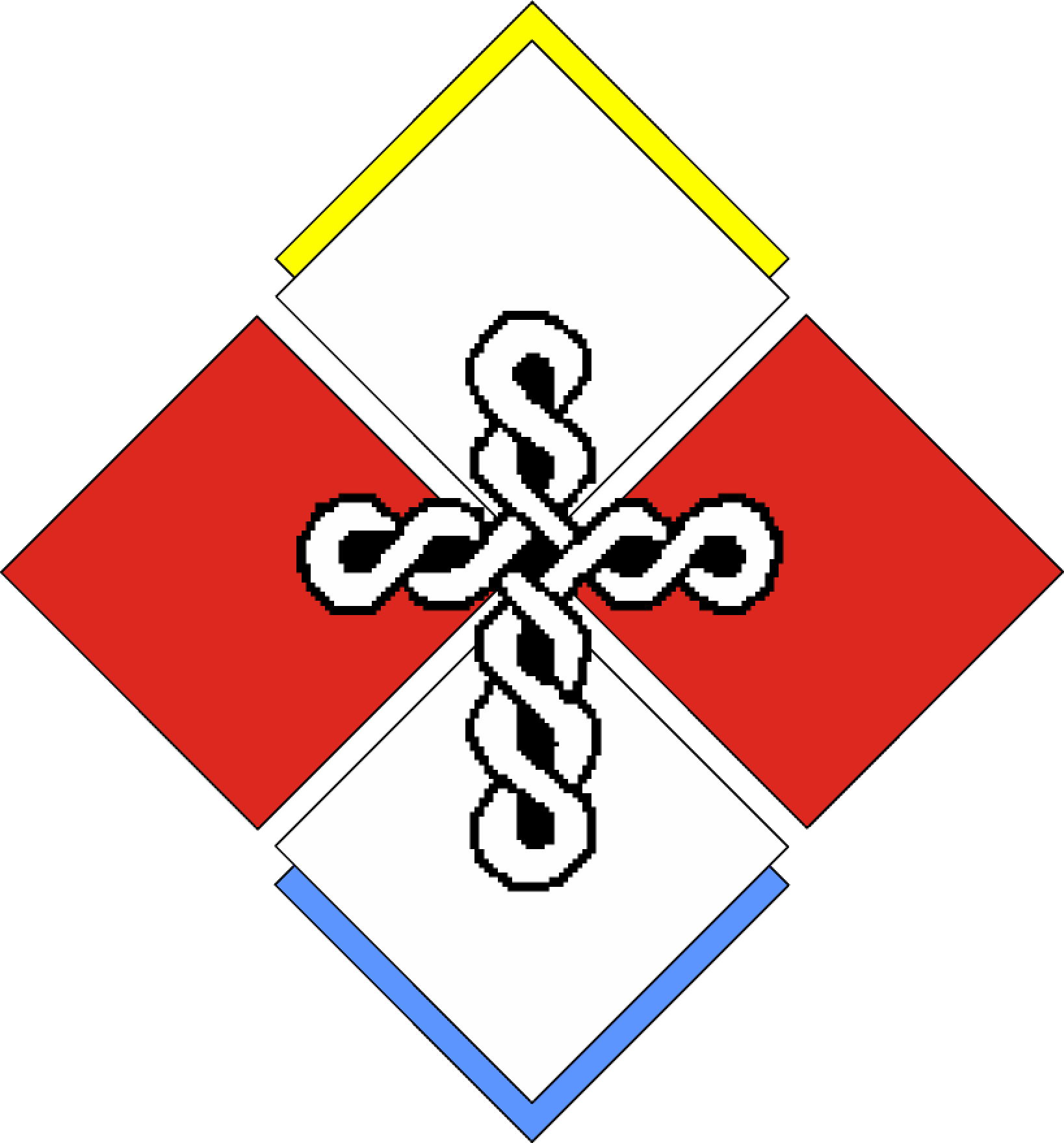
Logo da Conferência

A Conferência Episcopal da Bósnia e Herzegovina (em latim: Conferentia Episcoporum Bosniae et Hercegovinae e em croata:  Biskupska Konferencija Bosne i Hercegovine) é a assembleia permanente de bispos católicos da Bósnia e Herzegovina. A Conferência Episcopal é um membro do Conselho das Conferências Episcopais da Europa (CCEE). A Secretaria Geral da Conferência Episcopal tem sede em Sarajevo, e seu presidente é  Vinko Puljić, Arcebispo de Sarajevo.
Foi fundada em 8 de dezembro de 1994, e tem como língua oficial o croata.

## Membros
Os membros da Conferência Episcopal da Bósnia e Herzegovina são:
| Foto | Nome            | Título                             | Observações |
| ---- | --------------- | ---------------------------------- | --- |
|      | Vinko Puljić    | Arcebispo emérito de Vrhbosna      | Presidente da Conferência: - 1995-2002 - 2005-2010 - desde 2015                                                                            |
|      | Tomo Vukšić     | Arcebispo de Vrhbosna              | |
|      | Franjo Komarica | Bispo de Banja Luka                | Presidente da Conferência: - 2002-2005 - 2010-2015                                                                                         |
|      | Petar Palić     | Bispo de Mostar-Duvno              | |
|      | Marko Semren    | Bispo-auxiliar de Banja Luka       | |
|      | Ratko Perić     | Bispo-emérito de Mostar-Duvno      | |
|      | Pero Sudar      | Bispo-auxiliar emérito de Vrhbosna | |
|      | Vago            | Eparca de Križevci                 | De acordo com o estatuto da Conferência, o eparca de Križevci não é um membro permamente, mas pode ser convidado em determinadas ocasiões. |